# ¡Chas! y aparezco a tu lado
«¡Chas! y aparezco a tu lado» es el título de una canción compuesta  e interpretada por el dúo español de música pop Álex y Christina y producida por Nacho Cano

## Descripción
Un tema sencillo y bailable escrito por Christina Rosenvinge y Alex de la Nuez, que se convirtió en el mayor éxito del dúo Álex y Christina. La canción alcanzó una enorme popularidad en su momento y la letra del estribillo quedó grabada en la memoria colectiva de aquella generación.
El tema alcanzó el número uno de la lista elaborada por la cadena de radio Los 40 Principales la semana del 6 de agosto de 1988.

## Versiones
La canción fue versionada en la década de 1990 por el grupo infantil Bom Bom Chip. En 2010 se versionó por la banda Supersubmarina para su álbum Electroviral.
Entre las imitaciones cabe mencionar la de la cómica Llum Barrera en el programa de televisión Tu cara me suena (2013) y José Luis García Pérez y Bárbara Santa-Cruz en el episodio 20 de la serie Vive cantando (2013) y en Operación Triunfo 2017 que la canta Aitana. Nuevamente fue imitada por Anne Igartiburu en Tu cara me suena (2023).
Christina Rosenvinge incluyó el tema en su álbum de recopilación Un caso sin resolver (2011).

## Posicionamiento en listas
| País   | Lista              | Mejor posición |
| ------ | ------------------ | -------------- |
| España | Los 40 principales | 1              |